# PC Games

Web-Logo

Die PC Games (kurz PCG) ist eine deutsche Computerspielezeitschrift, die von der Computec Media aus Fürth herausgegeben wird und seit 1992 existiert. Die PC Games erscheint monatlich, normalerweise am letzten Mittwoch des Vormonats, und hat pro Ausgabe 116 Seiten in der Magazin-Variante bzw. 132 Seiten in der Extended-Variante. Eine Schwesterzeitschrift, die ihren Schwerpunkt auf Hardware-Aspekte setzt, erscheint unter dem Titel PC Games Hardware seit dem Jahr 2000.

## Geschichte
Mit der regulären Ausgabe 10/1992 erschien Ende September 1992 erstmals ein PC-Spielemagazin, dem regelmäßig eine 3,5″-Diskette mit Demoversionen beilag.
Ab Ausgabe 1/1995 erschien die PC Games erstmals mit einer Cover-CD, ab Ausgabe 5/1998 durchgehend als Doppel-CD. Ab der Ausgabe 11/2000 wurde auch außerhalb des Abos auf eine DVD als Speichermedium gesetzt. Mit der Ausgabe 7/2003 wurde sie durch eine doppelseitige DVD ersetzt.
Im Jahr 2000 entstand auf Basis der Hardware-Rubrik der PC Games die Fachzeitschrift PC Games Hardware (Erstausgabe 11/2000) als eigenständiges Magazin, das ebenfalls im monatlichen Rhythmus erscheint. Der Hardware-Teil blieb trotz des Magazin-Ablegers fester Bestandteil der PC Games.
Seit Mitte 2004 lassen sich die Spiele-Videos auf der DVD nicht nur als einzelne Videos betrachten, sondern auch als redaktionell aufbereiteter Zusammenschnitt im Reportagestil namens PC Games Reporter. Dabei werden kommende Spiele anhand von Trailern, Spielausschnitten und Entwickler-Interviews vorgestellt. Zudem wird regelmäßig von aktuellen Veranstaltungen der Computerspieleszene (z. B. Fachausstellungen E3 oder Games Convention) berichtet.
Seit Gründung des Magazins erfreute sich die Leserbriefecke (Rossis Rumpelkammer) größerer Beliebtheit. Seit der Erstausgabe beantwortete Rainer Rosshirt (zuvor bei der Zeitschrift Play Time und zugleich auch bei der Amiga Games tätig) im plauderhaften Ton Fragen der Leser, die sich nicht immer um PC-Spiele oder das Magazin drehen. Rainer Rosshirt arbeitet inzwischen nicht mehr bei Computec und die Leserbriefecke wurde wenige Ausgaben später eingestellt.

## Redaktionelle Leitung
Chefredakteure waren u. a. von März 2000 bis Juni 2001 Florian Stangl, Petra Fröhlich und Maria Beyer-Fistrich.

## Ausgabearten
- PC Games Magazin (Normalausgabe ohne DVD)
- PC Games DVD ab 16 (DVD enthält auch Demos mit einer Altersbeschränkung ab 16 Jahren)
- PC Games DVD ab 18 (DVD enthält auch Demos oder Videos mit einer Altersbeschränkung ab 18 Jahren, nur im Abonnement, beziehungsweise außerhalb von Deutschland am Kiosk erhältlich)
- PC Games Extended (Normalausgabe der PC Games DVD ab 16 mit einer weiteren DVD sowie 32 Bonusseiten und Poster (selten 48 Seiten ohne Poster) zu einem Themenschwerpunkt, der in der Regel ein aktuelles Spiel betrifft; erscheint seit Ausgabe 10/2006 monatlich)
- PC Games Premium (Enthält PC Games Extended ab 16 mit zahlreichen zusätzlichen Gimmicks, zu einem Themenschwerpunkt, der in der Regel ein aktuelles Spiel betrifft; erscheint vierteljährlich; erstmals als Ausgabe 11/2006)
- PC Games MMORE (beschäftigt sich ausschließlich mit dem Online-Rollenspiel World of Warcraft)

## Inhalt

### Zeitschrift
Die wichtigsten Kategorien der Printausgabe der PC Games sind:
- Neuigkeiten aus der PC-Spiele-Szene.
- Previews auf PC-Spiele, welche sich noch in der Entwicklung befinden.
- Tests aktueller PC-Spiele (kürzlich erschienen oder kurz vor dem Release stehend).
- Tipps, Cheats, Mod-Beschreibungen und Lösungen (im Sinne eines Computerspiels, z. B. eine Schritt-für-Schritt-Anleitung (Walkthrough) zum Durchspielen eines aktuellen Computerspiels).
- Einen Einkaufsführer mit den 100 bestbewerteten Spielen, gegliedert nach Genre.
- Ein Magazinteil mit Leserbriefen, Kolumnen und einer „Vor 10 Jahren“-Retro-Seite.

### Heft-DVD
DVD-Typ: DVD-10 (Beide Seiten der DVD mit max. je 4,7 GB Daten beschrieben)

Der dem Heft beigelegte Datenträger enthält Demos, Videos, Mods, Patches, Treiber und Vollversionen von Computerspielen.

## Wertungssystem
Für die Spieletests wird ein 10er Wertungssystem verwendet.
PC Games vergibt verschiedene Auszeichnungen (Awards) für eine besondere Spielqualität:
- PC Games Hit Award (für Spiele ab einer Spielspaßwertung von 9 von 10 Punkten)
- Sound Award (für Spiele, die ein außergewöhnliches Sounderlebnis geboten haben) – der Sound Award war von der Firma Creative gesponsert und trug deren Logo.
- Innovations Award für Spiele, die neue und innovative Wege gehen.
- Stil Award für künstlerisch wertvolle Spiele.
- Story Awards für Spiele mit einer herausragenden Geschichte.

Die Höchst-Wertung von 10/10 erreichten beispielsweise die Spiele Half-Life 2, GTA 5, Crysis oder Divinity Original Sin 2.

## Podcast
Unter dem Banner von PC Games erschienen in der Vergangenheit auf unterschiedliche Bereiche fokussierte Podcasts: Die Podcast-Hauptmarke, der PC Games Podcast, der Games Aktuell Podcast (von 2007 bis 2022), der Nintendo Podcast, der Play5-Podcast (von 2008 bis 2022) und der Film-Podcast Heim Kino (von 2020 bis 2022). Auf iTunes, Spotify, Apple und Google Music sind die Podcasts kostenlos erhältlich.
Der PC Games Podcast wird von den zwei Spieleredakteuren Maci Naeem Cheema und Michael Grünwald moderiert, erscheint im wöchentlichen Format und thematisiert dabei mit Gästen die bunte Welt der Videospiele.

## Auflagenstatistik
Zum zweiten Quartal 2015 stellte der Verlag die Meldung der Auflagen an die IVW ein.
Zuletzt lag die im vierten Quartal 2014 durchschnittliche monatlich verbreitete Auflage nach IVW bei 32.500 Exemplaren. Das waren 34,13 Prozent (16.839 Hefte) weniger als im Vergleichsquartal des Vorjahres. Die Abonnentenzahl fiel innerhalb eines Jahres um 16,10 Prozent auf dann 17.283 Abonnenten. Ende 2014 bezogen 53,17 Prozent der Leser die Zeitschrift im Abonnement.
Die Zeitschrift wurde 2015 aus der IVW-Zählung herausgenommen. Der Verlag gab im Jahr 2017 eine Auflage von 38.000 Exemplaren an welche für das Jahr 2020 auf 30.400 Exemplare heruntergesetzt wurde. Für das Jahr 2021 wurde die Auflage auf 22.000 Exemplare gesetzt, im Jahr 2022 werden noch 18.100 Exemplare gedruckt. Im Jahr 2023 wurde die Auflage mit 16.400 Exemplaren angegeben, im Jahr 2024 noch mit 14.800 Exemplaren. Im Jahr 2025 wurde die Auflage mit 13.600 Exemplaren angegeben.
| Monatlich verbreitete Ausgaben | Monatlich verbreitete Ausgaben | Monatlich verbreitete Ausgaben | Monatlich verbreitete Ausgaben | Monatlich verbreitete Ausgaben |
| ------------------------------ | ------------------------------ | ------------------------------ | ------------------------------ | ------------------------------ |
| Quartal                        |                                |                                | Verbreitung                    |                                |
| IV/1998                        | IV/1998                        |                                | 329.841                        | 329.841                        |
| IV/1999                        | IV/1999                        |                                | 363.608                        | 363.608                        |
| IV/2000                        | IV/2000                        |                                | 287.736                        | 287.736                        |
| IV/2001                        | IV/2001                        |                                | 278.385                        | 278.385                        |
| IV/2002                        | IV/2002                        |                                | 281.174                        | 281.174                        |
| IV/2003                        | IV/2003                        |                                | 256.772                        | 256.772                        |
| IV/2004                        | IV/2004                        |                                | 269.066                        | 269.066                        |
| IV/2005                        | IV/2005                        |                                | 225.316                        | 225.316                        |
| IV/2006                        | IV/2006                        |                                | 192.221                        | 192.221                        |
| IV/2007                        | IV/2007                        |                                | 160.674                        | 160.674                        |
| IV/2008                        | IV/2008                        |                                | 124.351                        | 124.351                        |
| IV/2009                        | IV/2009                        |                                | 101.218                        | 101.218                        |
| IV/2010                        | IV/2010                        |                                | 104.458                        | 104.458                        |
| IV/2011                        | IV/2011                        |                                | 102.032                        | 102.032                        |
| IV/2012                        | IV/2012                        |                                | 63.384                         | 63.384                         |
| IV/2013                        | IV/2013                        |                                | 49.339                         | 49.339                         |
| IV/2014                        | IV/2014                        |                                | 32.500                         | 32.500                         |
| Quelle: IVW                    |                                |                                |                                |                                |

| Monatlich verkaufte Abonnements | Monatlich verkaufte Abonnements | Monatlich verkaufte Abonnements | Monatlich verkaufte Abonnements | Monatlich verkaufte Abonnements |
| ------------------------------- | ------------------------------- | ------------------------------- | ------------------------------- | ------------------------------- |
| Quartal                         |                                 |                                 | Abonnements                     |                                 |
| IV/1998                         | IV/1998                         |                                 | 37.234                          | 37.234                          |
| IV/1999                         | IV/1999                         |                                 | 38.787                          | 38.787                          |
| IV/2000                         | IV/2000                         |                                 | 41.438                          | 41.438                          |
| IV/2001                         | IV/2001                         |                                 | 42.850                          | 42.850                          |
| IV/2002                         | IV/2002                         |                                 | 42.354                          | 42.354                          |
| IV/2003                         | IV/2003                         |                                 | 50.828                          | 50.828                          |
| IV/2004                         | IV/2004                         |                                 | 49.603                          | 49.603                          |
| IV/2005                         | IV/2005                         |                                 | 46.675                          | 46.675                          |
| IV/2006                         | IV/2006                         |                                 | 43.653                          | 43.653                          |
| IV/2007                         | IV/2007                         |                                 | 43.346                          | 43.346                          |
| IV/2008                         | IV/2008                         |                                 | 34.386                          | 34.386                          |
| IV/2009                         | IV/2009                         |                                 | 28.982                          | 28.982                          |
| IV/2010                         | IV/2010                         |                                 | 25.109                          | 25.109                          |
| IV/2011                         | IV/2011                         |                                 | 22.230                          | 22.230                          |
| IV/2012                         | IV/2012                         |                                 | 20.535                          | 20.535                          |
| IV/2013                         | IV/2013                         |                                 | 20.600                          | 20.600                          |
| IV/2014                         | IV/2014                         |                                 | 17.283                          | 17.283                          |
| Quelle: IVW                     |                                 |                                 |                                 |                                 |

## Onlineangebot
Auf der Website der PC Games gibt es News, Artikel, Reportagen und Tests zu allen wichtigen Themen und angesagten Spielen aller Plattformen, neu erscheinende Spieleupdates und Mods sowie ein Forum für PC-Spieler. Auf YouTube und Twitch gibt es ebenfalls Kanäle, die von der PC-Games-Redaktion regelmäßig mit aktuellen Videos und Livestreams befüllt werden.
Ende Dezember 2015 fusionierte sie mit den Websites der ebenfalls von Computec Media veröffentlichten und 2020 eingestellten Zeitschriften Widescreen und SFT. Seitdem finden sich auf pcgames.de/filme sowie pcgames.de/technik aktuelle Kino-, DVD- und Blu-ray-News, Filmkritiken, Trailer und Videos, Technik-News, eigene filmische Beiträge der Redaktion sowie ein wöchentliches Spezial zu ausgewählten Themen.